# Sărata (gmina)
Sărata – gmina w Rumunii, w okręgu Bacău. Obejmuje miejscowości Bălțata i Sărata. W 2011 roku liczyła 1914 mieszkańców.